# 村上不二夫
村上 不二夫（むらかみ　ふじお、1928年5月24日 - ）は、日本の俳優・タレントである。本名は深浦 不二夫。旧芸名は三村 恭二、三村 俊夫。

## 来歴・人物
東京都出身。旧制日大三中・明治大学商学部卒。新東宝に入社後、1954年に映画『月の光』で俳優デビュー。『遊星王子』（1958年、NTV） の遊星王子 / ワクさん役で有名。
大映を経て、テレビ朝日『アフタヌーンショー』などワイドショー・情報番組のレポーターとして活躍。
1992年7月から9月までテレビ朝日『お昼の独占!女の60分』のメイン司会を担当した。
その後も情報番組のコメンテーター、講演や執筆活動などで活躍している。
2020年2月21日放送のテレビ朝日『ビートたけしのTVタックル』日本の景気を考えるのコーナーで当時84歳の干しイモ製造の男性が出演。芥川賞というテレビ番組で村上さんが取材に来たというエピソードを紹介。始めは村上龍だと思っていた北野武（ビートたけし）は後になりテレビ朝日『アフタヌーンショー』「ドーンと引き受けます」のリポーターだった村上不二夫であることに気付いた。2000年の放送当時、村上龍が出演しているテレビ東京『カンブリア宮殿』は放送されていなかった。村上不二夫は北野武の明治大学の先輩にあたる。

## 出演作品

### テレビドラマ
- 遊星王子（1958年、NTV） - ワクさん（遊星王子）
- 東京警備指令 ザ・ガードマン （TBS / 大映テレビ室）
  - 第1話「黒い猫」（1965年4月9日）
  - 第17話「ある夜突然に」（1965年7月30日）
- 特別機動捜査隊（NET）
  - 第236話「灯火」（1966年）
  - 第241話「青春の墓標」（1966年）
  - 第274話「ある煙突地帯」（1967年）
  - 第280話「新しき門出」（1967年）
  - 第305話「富士山頂」（1967年）
  - 第320話「女の坂道」（1967年） - 第508話「狂った夏」（1971年） - 村上記者（準レギュラー）
- 三匹の侍 第5シリーズ 第12話「女がやって来た」（1967年、CX） - 佐々木新兵衛
- プレイガールシリーズ （12ch）
  - プレイガール
    - 第40話「勇み肌芸者衆」（1970年）
    - 第77話「男と女夜のお話」（1970年） - シャルル吉川
    - 第87話「女命の預け方」（1970年）
    - 第98話「おんな命の賭けどころ」（1971年） - 白川
    - 第106話「女殺しのテクニック」（1971年） - 烏賊川
    - 第120話「怪談 般若ヶ淵の妖鬼」（1971年） - 藤吉
    - 第131話「スリラー・恨みを込めて接吻を」（1971年） - 神谷
    - 第146話「女の武器は熱い肌」（1972年） - 太田
    - 第153話「寝室に銃を向けろ」（1972年） - 中島（クレジットは磯山だが間違い）
    - 第156話「妻は過去に何をされたか?」（1972年） - 鯖江
    - 第173話「浴室に銃を向けろ」（1972年）
    - 第181話「ヌードダンサー殺人事件」（1972年） - 中野
    - 第277話「高校生売春殺人事件」（1974年） - 大里

  - プレイガールQ 第27話「女は裸で奇々怪々」（1975年） - 秋田鉄男
- 人形佐七捕物帳 第20話「狂女の舞扇」（1971年、NET）- 番頭善助
- 刑事くん（TBS）
  - 第1部 第3話「初恋・戦場ヶ原」（1971年）
  - 第1部 第49話「南の海の白い花」 - 第50話「鬼島・なさけ島」 (1972年)　- 綱島圭次
- 大岡越前（TBS）
  - 第2部 第27話「小西屋事件」（1971年11月15日） - 武左衛門
  - 第3部 第4話「消えた御用金」（1972年） - 川本信之助
- 仮面ライダー（毎日放送）
  - 第34話「日本危うし! ガマギラーの侵入」（1971年11月20日） - 折口清張
  - 第73話「ダブルライダー 倒せ!! シオマネキング」（1972年8月19日） - 坂井博士
- ミラーマン（1971年 - 1972年、CX） - 厚木克平デスク
- 帰ってきたウルトラマン 第49話「宇宙戦士その名はMAT」（1972年、TBS） - 星野 / ミステラー星人（善）
- 忍法かげろう斬り 第17話「おんなを捨てた女」（1972年、KTV） - 坂口刑部
- 銭形平次 （CX）
  - 第351話「女将棋指し」（1972年） - 山口屋
  - 第491話「あばずれお仙」（1975年） - 新八
- 怪談 第7回「地獄へつづく甲州路」（1972年、MBS） - 彦兵衛
- 恐怖劇場アンバランス 第12話「墓場から呪いの手」（1973年、CX） - 杉本医師
- 天下堂々 （1973年 - 1974年、NHK） - スッポンの市兵衛（亀井市兵衛）
- 右門捕物帖（1974年 - 1975年、NET） - 笹島弥七郎
- 伝七捕物帳 （NTV）
  - 第51話「兄いずこ涙の辻占」（1974年） - 辰造
  - 第102話「十手目が王手」（1976年）- 道庵
  - 第137話「百叩き一両小判」（1977年） - 宿の亭主
- 白い牙 第25話「復讐の炎」（1974年、NTV） - 瀬川
- 破れ傘刀舟 悪人狩り 第13話「闇の黒幕」（1974年、NET） - 常五郎
- 少年探偵団 第24話「はばたく純金の小鳥」（1975年、NTV） - 住職
- 非情のライセンス 第2シリーズ 第47話「兇悪の警察手帳」（1975年、NET） - 田崎一九二
- 長崎犯科帳 第7話「闇奉行はよか男」（1975年、NTV / ユニオン映画） - 伝次
- 子連れ狼 第3部 第2話「お乳母日傘」（1976年、NTV） - 市兵衛
- 遠山の金さん 第35話「紋十郎惚れて候」（1976年、NET） - 玉屋儀三郎
- 大江戸捜査網 第253話「涙で斬った地獄花」（1976年、12ch） - 西海屋利兵衛
- 風と雲と虹と（1976年、NHK） - 大中臣康継 （小一条院藤原忠平家司）
- 土曜ワイド劇場 / 大東京四谷怪談（1978年、ANB）
- 獅子の時代（1980年、NHK） - 岡田書記官

### その他のテレビ番組
- アフタヌーンショー（テレビ朝日） - レポーター。
- 独占!女の60分（テレビ朝日） - 司会。
- コケコッコー（名古屋テレビ） - コメンテーター。
- こんにちは2時（テレビ朝日）

### 映画
- 憲兵と幽霊（1958年、新東宝） - 高橋憲兵軍曹
- 続・雷電（1959年、新東宝）- 旗本の倉橋
- 銀座のどら猫（1960年、大映） - 関沢
- 白子屋駒子（1960年、大映） - 清三郎
- 月の出の決闘（1960年、大映） - 弥之
- 大菩薩峠 竜神の巻（1960年、大映）
- 性生活の知恵 第二部（1961年、大映） - 奥野
- 沓掛時次郎（1961年、大映）
- わたしを深く埋めて（1963年、大映）
- 風速七十五米（1963年、大映） - 梅原
- 犯罪作戦No.1（1963年、大映）
- ど根性物語 銭の踊り（1964年、大映） - 遊佐
- 裏階段（1965年、大映）
- 復讐の牙（1965年、大映）
- 貴様と俺（1966年、大映）
- 野良犬（1966年、大映）
- 大怪獣空中戦 ガメラ対ギャオス（1967年、大映） - 山田博士
- 喜劇 競馬必勝法（1967年、東映） - 黒田
- なにはなくとも全員集合!!(1967年、松竹）
- ジェットF104脱出せよ（1968年、大映） - 工藤二等空佐
- セックス喜劇 鼻血ブー（1971年、東映）
- 東京エマニエル夫人（1975年、日活）
- 翼は心につけて（1978年、共同映画全国系列会議） - 堤
- ウィークエンド・シャッフル（1982年、幻児プロ） - 小池課長
- プロ野球を10倍楽しく見る方法 PART2（1984年、東宝東和）※アニメーション映画

## 著書
- 『アフタヌーンショー村上不二夫カメラまえ・うしろ』